# بوينت إدوارد (أونتاريو)
بوينت إدوارد (بالإنجليزية: Point Edward, Ontario)‏ هي قرية تقع في كندا في Lambton County. يقدر عدد سكانها بـ 2,034 نسمة .

## أعلام
- دون بورغس